# Julius Peppers
Julius Frazier Peppers (født 18. januar 1980 i Wilson, North Carolina, USA) er en amerikansk football-spiller, der spiller som defensive lineman for NFL-holdet Carolina Panthers, hvor han blev signet på en free agency kontrakt i 2014. Inden da havde han spillet sine første otte sæsoner i ligaen hos Carolina Panthers efterfulgt af 4 sæsoner hos Chicago Bears.
Peppers var i 2004 en del af det Carolina Panthers-hold, der nåede Super Bowl XXXVIII, som dog blev tabt til New England Patriots. Han er hele fem gange, i 2004, 2005, 2006, 2008 og 2009, blev udtaget til NFL's All-Star kamp, Pro Bowl.

## Klubber
- 2002-2009: Carolina Panthers
- 2010-2013: Chicago Bears
- 2014-:Green Bay Packers